# Princ Andrew, vojvoda Yorški
Princ Andrew, vojvoda Yorški (polno ime Andrew Albert Christian Edward), * 19. februar 1960, London, Združeno kraljestvo.
Princ Andrew je član britanske kraljeve družine. Je tretji otrok in drugi sin kraljice Elizabete II. in princa Filipa, vojvode Edinburškega, ter mlajši brat kralja Karla III. Andrew se je rodil kot drugi v vrsti za nasledstvo britanskega prestola in do sedaj padel na osmo mesto. Je prva oseba v vrsti, ki ni potomec aktualnega vladajočega monarha.
Andrew je služil v kraljevi mornarici kot pilot helikopterja in inštruktor ter kot kapitan vojne ladje. Med falklandsko vojno je letel na več misijah, vključno s protikopenskim bojevanjem, evakuacijo ranjencev in vabo z raketo Exocet. Leta 1986 se je poročil s Sarah Ferguson in postal vojvoda Yorški. Imata dve hčerki: princeso Beatrice in princeso Eugenie. Njuna poroka, ločitev leta 1992 in uradna razveza leta 1996 so pritegnile veliko medijske pozornosti. Kot vojvoda Yorški je Andrew opravljal uradne dolžnosti in obveznosti v imenu svoje matere. Deset let, do julija 2011, je bil posebni predstavnik Združenega kraljestva za mednarodno trgovino in naložbe.
Leta 2014 je Virginia Giuffre podala obtožbo, da sta jo kot 17-letnico obsojena spolna prestopnika Jeffrey Epstein in Ghislaine Maxwell spolno zlorabila za Andrewa. Andrew je zanikal kakršnokoli kaznivo dejanje. Po kritikah zaradi povezave z Epsteinom in Maxwellowo je Andrew maja 2020 odstopil z javnih položajev, kraljica pa mu je januarja 2022 odvzela vojaške časti in kraljeva dobrodelna pokroviteljstva. Bil je obtoženec v civilni tožbi zaradi spolnega napada, ki jo je Giuffrejeva vložila v zvezni državi New York. Tožba je bila februarja 2022 poravnana zunaj sodišča. V poravnavi je Andrew Giuffrejevi plačal nerazkrito vsoto.

## Zgodnje življenje
Elizabeta II. je med 45-dnevnim potovanjem po Kanadi (junija in julija 1959) odkrila, da je noseča z Andrewom. Med potovanjem je bila njena nosečnost prikrita javnosti, javno pa je bila razkrita avgusta po njeni vrnitvi v London, ko je palača sporočila, da ne bo več javno nastopala.
Andrew se je rodil v belgijski suiti Buckinghamske palače 19. februarja 1960 ob 15:30 po lokalnem času kot tretji otrok in drugi sin kraljice Elizabete II. in princa Filipa, vojvode Edinburškega. Krščen je bil v glasbeni sobi palače 8. aprila 1960.
Andrew je bil prvi otrok, rojen vladajočemu britanskemu monarhu po princesi Beatrice leta 1857. Tako kot za njegove brate in sestre, Karla, Anne in Edwarda, je tudi za Andrewa skrbela guvernanta, ki je bila odgovorna za njegovo zgodnje izobraževanje v Buckinghamski palači. Nato so ga poslali v šolo Heatherdown blizu Ascota v Berkshiru. Septembra 1973 se je vpisal v Gordonstoun na severu Škotske, kamor sta hodila tudi njegov oče in starejši brat. Sošolci v Gordonstounu so ga zaradi "njegove nagnjenosti k neprimernim šalam, ki se jim je pretirano smejal", klicali "Sniggerer". Šest mesecev (od januarja do junija 1977) je preživel v programu izmenjave na Lakefield College School v Kanadi. Gordonstoun je dve leti pozneje zapustil julija z oceno A-level iz angleščine, zgodovine in ekonomije.

## Vojaška služba

### Kraljeva mornarica
Kraljeva družina je novembra 1978 oznanila, da se bo Andrew naslednje leto pridružil Kraljevi vojni mornarici. Decembra je opravil različne športne teste in preglede v Centru za izbor letalskih posadk na RAF Biggin Hill, skupaj z nadaljnjimi testi in razgovori na HMS Daedalus ter razgovori pri Odboru za razgovore Admiralty na HMS ''Sultan''. Marca in aprila 1979 je bil vpisan na Kraljevo pomorsko akademijo, kjer je opravljal pilotsko usposabljanje, dokler ni bil sprejet kot pripravnik za pilota helikopterja in je podpisal pogodbo za 12 let z dnevom pričetka 11. maj 1979. 1. septembra istega leta je bil Andrew imenovan za kadeta in se je vpisal na Kraljevo pomorsko akademijo Britannia v Dartmouthu. Leta 1979 je opravil tudi tečaj za komandose Kraljevih marincev, za katerega je prejel zeleno baretko. 1. septembra 1981 je bil povišan v podporočnika in 22. oktobra imenovan v usposobljeno enoto.
Po končani karieri na Dartmouthu je Andrew nadaljeval osnovno letalsko usposabljanje pri Kraljevem vojnem letalstvu na letalski bazi RAF Leeming, kasneje pa osnovno letalsko usposabljanje pri mornarici na letalu HMS Seahawk, kjer se je naučil leteti s helikopterjem Gazelle. Zatem se je lotil naprednejšega usposabljanja na helikopterju Sea King in do leta 1982 opravljal operativno letalsko usposabljanje. Pridružil se je letalonosilkini eskadrilji 820. mornariške zračne eskadrilje, kjer je služil na letalonosilki HMS Invincible.

### Falklandska vojna
2. aprila 1982 je Argentina napadla Falklandske otoke, britansko čezmorsko ozemlje, ki si ga je lastila, kar je privedlo do falklandske vojne. HMS Invincible je bila ena od dveh takrat operativnih letalonosilk in je kot taka igrala pomembno vlogo v delovni skupini Kraljeve mornarice, ki je bila sestavljena za plovbo proti jugu, da bi ponovno zavzela otoke.
Prisotnost Andrewa na krovu in možnost, da bi kraljičin sin umrl v akciji, sta britansko vlado zaskrbeli, kabinet pa je želel, da bi ga za čas trajanja konflikta premestili na pisarniško delo. Kraljica je vztrajala, da njenemu sinu dovolijo ostati na ladji. Princ Andrew je ostal na krovu Invincible kot kopilot helikopterja Sea King in letel na misijah, ki so vključevale protipodmorniško in protikopensko bojevanje, vabo z raketami Exocet, evakuacijo ranjencev, prevoz ter iskanje in reševanje iz zraka. Bil je priča argentinskemu napadu na SS Atlantic Conveyor.
Ob koncu vojne se je Invincible vrnil v Portsmouth, kjer sta se kraljica Elizabeta II. in princ Filip pridružila drugim družinam članov posadke pri pozdravu ladje ob vrnitvi domov. Argentinska vojaška vlada je po poročanjih načrtovala atentat na Andrewa na Mustiqueu julija 1982, vendar načrta ni izvedla. Čeprav je imel manjše naloge na HMS Illustrious, RNAS Culdrose in v Šoli za obveščevalne dejavnosti, je princ Andrew ostal na ladji Invincible do leta 1983. Poveljnik Nigel Ward je v svojih spominih, Sea Harrier Over the Falklands, princa Andrewa opisal kot "odličnega pilota in zelo obetavnega častnika".

### Karierni mornariški častnik
Konec leta 1983 je bil Andrew premeščen na RNAS Portland in se je usposobil za letenje s helikopterjem Lynx. 1. februarja 1984 je bil povišan v čin poročnika, nakar ga je kraljica Elizabeta II. imenovala za svojega osebnega adjutanta. Princ Andrew je služil na krovu HMS Brazen kot pilot letala do leta 1986, vključno z napotitvijo v Sredozemsko morje kot del stalne pomorske skupine NRF 2. Opravil je tečaj za poročnike v Greenwichu. 23. oktobra 1986 je bil kot vojvoda Yorški premeščen na generalski seznam in se je vpisal na štirimesečni tečaj za inštruktorja helikopterskega bojevanja na RNAS Yeovilton. Po diplomi je od februarja 1987 do aprila 1988 služil kot častnik za helikoptersko bojevanje v 702. mornariški letalski eskadrilji RNAS Portland. Do leta 1989 je služil tudi na ladji HMS Edinburgh kot častnik straže in pomočnik navigacijskega častnika, vključno s šestmesečno napotitvijo na Daljni vzhod v okviru vaje Outback 88.
Vojvoda Yorški je od leta 1989 do 1991 služil kot poveljnik letalstva in pilot ladje Lynx HAS3 na ladji HMS Campbeltown. Deloval je tudi kot letalski častnik v stalni pomorski skupini NRF 1, medtem ko je bil Campbeltown od leta 1990 do 1991 vodilna ladja sil organizacije NATO v severnem Atlantiku. Izpit za poveljstvo eskadrilje je opravil 16. julija 1991. Naslednje leto je obiskoval štabno akademijo v Camberleyju in zaključil tečaj za štab vojske. 1. februarja je bil povišan v poročnika, izpit za poveljstvo ladje pa je opravil 12. marca 1992. Med letoma 1993 in 1994 je princ Andrew poveljeval minoiskalcu razreda Hunt, HMS Cottesmore.
Med letoma 1995 in 1996 je bil Andrew nameščen kot višji pilot 815. mornariške letalske eskadrilje, takrat največje letalske enote v flotinem letalstvu. Njegova glavna odgovornost je bila nadzor nad standardi letenja in zagotavljanje učinkovite operativne zmogljivosti. 27. aprila 1999 je bil povišan v poveljnika, svojo aktivno mornariško kariero na Ministrstvu za obrambo pa je končal leta 2001 kot častnik Diplomatskega direktorata pomorskega štaba. Julija istega leta je bil Andrew upokojen z aktivnega seznama mornarice. Tri leta pozneje je bil imenovan za častnega kapitana. 19. februarja 2010, na svoj 50. rojstni dan, je bil povišan v kontraadmirala. Pet let pozneje je napredoval v viceadmirala.
Svoje častne vojaške nazive je prenehal uporabljati januarja 2022. Do tega je prišlo potem, ko je več kot 150 veteranov Kraljeve vojne mornarice, RAF in kopenske vojske podpisalo pismo, v katerem so zahtevali, da kraljica Elizabeta II. zaradi njegove vpletenosti v civilno zadevo spolnega napada odvzame njegova častna vojaška imenovanja. Poročali so, da bo še vedno obdržal svoj vojaški čin viceadmirala.

## Zasebno življenje

### Osebni interesi
Andrew je navdušen igralec golfa in dosega dobre rezultate (povprečno število udarcev je enomestno). Med letoma 2003 in 2004 je bil kapetan golf kluba Royal and Ancient Golf Club of St Andrews – med sezono 250. obletnice kluba – in obenem pokrovitelj številnih kraljevih golf klubov. Izvoljen je bil tudi za častnega člana mnogih drugih klubov. Leta 2004 ga je kritiziral poslanec laburistične stranke Ian Davidson, ki je v pismu, naslovljenem na NAO, kritiziral Andrewovo odločitev, da z letali RAF poleti v St Andrews na dve golfski turi. Andrew je odstopil s častnega članstva v golf klubu Royal and Ancient Golf Club of St Andrews, ko je kraljica odvzela kraljeva pokroviteljstva več golf klubom. Njegovo častno članstvo v golf klubu Royal Dornoch je bilo preklicano v naslednjem mesecu.
Andrew je tudi član Častne družbe ladjedelcev, višje pomorske mestne livarske družbe.

### Razmerja
Andrew je februarja 1981, pred svojim aktivnim služenjem v falklandski vojni, spoznal ameriško fotografinjo in igralko Koo Stark. Oktobra 1982 sta skupaj odšla na počitnice na otok Mustique. Tina Brown je zapisala, da je bila Starkova Andrewova edina resna ljubezen. Leta 1983 sta se razšla pod pritiskom tiska, paparacev in palače. Leta 1997 je Andrew postal boter njeni hčerki. Ko se je Andrew leta 2015 soočal z obtožbami zaradi svoje povezave z Jeffreyjem Epsteinom, ga je Starkova branila.
Leta 1999 je bil na kratko v zvezi z lady Victorio Hervey.

#### Zakon s Sarah Ferguson
Andrew se je 23. julija 1986 v Westminstrski opatiji poročil s Sarah Ferguson. Istega dne ga je kraljica Elizabeta II. imenovala za vojvodo Yorškega, grofa Invernessa in barona Killyleagha. Prva dva od teh nazivov sta prej nosila tako njegov dedek po materini strani kot pradedek. Princ Andrew je Fergusonovo poznal že od otroštva. Občasno sta se srečevala na polo tekmah, ponovno pa sta se srečala leta 1985 v Royal Ascotu.
Par je deloval srečen v zakonu in je imel dve hčerki, Beatrice in Eugenie. Konec osemdesetih let 20. stoletja sta zakonca navzven delovala enotno. Sarahine osebne lastnosti so bile v kontekstu formalnega protokola, ki je obkrožal kraljevo družino, osvežujoče. Vendar pa so Andrewova pogosta potovanja zaradi njegove vojaške kariere, pa tudi nenehna, pogosto kritična medijska pozornost, osredotočena na vojvodinjo Yorško, privedla do razdora v zakonu. 19. marca 1992 je par napovedal ločitev, kar je izvedel na prijateljski način. Avgusta istega leta so tabloidni mediji objavili slike Johna Bryana, kako sesa Sarahine prste na nogah, kar je dejansko končalo vsako upanje na spravo med Andrewom in Fergusonovo. Vojvodinja je ves čas ločitve trdila, da je Bryan njen finančni svetovalec, kar je princ Andrew verjel.
Zakon se je končal z ločitvijo 30. maja 1996. Vojvoda Yorški je leta 2008 z naklonjenostjo govoril o svoji bivši ženi: »Uspelo nama je sodelovati pri vzgoji otrok na način, kot je to uspelo le redkim, in izjemno sem hvaležen, da nama je to uspelo.«
Maja 2010 je novinar časnika News of the World posnel Sarah, ko je izjavila, da se je Andrew strinjal, da bo nekomu pomagal do koristnih poslovnih stikov na visoki ravni v zameno za 500.000 funtov. Sarah so posneli, ko je prejela 40.000 dolarjev kot polog v gotovini. V časopisu so navedli, da Andrew ni vedel za ta dogovor. Julija 2011 je Sarah izjavila, da so bili njeni večmilijonski dolgovi poravnani zaradi posredovanja njenega nekdanjega moža, ki ga je primerjala z ''vitezom na belem konju.''
Leta 2012 je Sarah priznala, da je storila "ogromno napako v presoji," ko je dovolila Jeffreyju Epsteinu, da ji odplača dolg, in se opravičila, ker je od njega sprejela denar. Vendar je še naprej zagovarjala Andrewovo kontroverzno nekdanje prijateljstvo z Epsteinom.

### Rezidence
Ker sta si Andrew in Sarah delila skrbništvo nad hčerkama, je družina še naprej živela v parku Sunninghill (zgrajenem v bližini parka Windsor Great Park za par leta 1990), dokler se Andrew leta 2004 ni preselil v Royal Lodge. Leta 2007 se je Sarah preselila v Dolphin House v Englefield Greenu, manj kot miljo od Royal Lodgea. Leta 2008 je požar v Dolphin Houseu povzročil, da se je Sarah preselila v Royal Lodge in si spet delila hišo z Andrewom. Aprila 2024 sta tam še zmeraj živela skupaj. Andrewova najemna pogodba za Royal Lodge je sklenjena za 75 let, najemodajalec pa je Crown Estate, s ceno enkratne premije v višini 1 milijona funtov in zavezo, da bo za prenovo porabil 7,5 milijona funtov. Marca 2023 so poročali, da je bil Andrewu ponujen Frogmore Cottage, potem ko je bil njegov nečak, princ Harry, zaprošen, naj izprazni rezidenco. Ponudba je prišla sredi poročil, da si Andrew ne more več privoščiti tekočih stroškov posestva Royal Lodge, saj naj bi bil tik pred izgubo letnega dohodka.

### Zdravje
2. junija 2022 je bil Andrew pozitiven na testu za Covid-19 in je bilo objavljeno, da se ne bo udeležil slavja ob kraljičinem platinastem jubileju v katedrali sv. Pavla 3. junija.
Andrew je abstinent.

## Obtožbe o spolni zlorabi

### Jeffrey Epstein in z njim povezana poznanstva
Andrew je bil prijatelj Jeffreyja Epsteina, ameriškega finančnika, ki je leta 2008 priznal krivdo za nagovarjanje k prostituciji osebe, mlajše od 18 let. BBC News je marca 2011 poročal, da prijateljstvo povzroča "stalen tok kritik" in da so se pojavili pozivi, naj odstopi s svoje vloge trgovinskega odposlanca. Andrew je bil kritiziran tudi v medijih, potem ko je njegova nekdanja žena Sarah razkrila, da je pomagal urediti Epsteinovo odplačilo 15.000 funtov njenih dolgov. Andrewa so decembra 2010 fotografirali, ko se je sprehajal z Epsteinom po Centralnem parku med obiskom New Yorka. Julija 2011 je bila Andrewova vloga trgovinskega odposlanca prekinjena in domnevno je prekinil vse stike z Epsteinom.